# Bujar Nishani
Bujar Faik Nishani (Durrës, 29 de septiembre de 1966-Berlín, 28 de mayo de 2022) fue un político albanés militante del Partido Democrático de Albania, Presidente de Albania desde el 24 de julio de 2012 y hasta el 24 de julio de 2017. Como resultado de su victoria, Bujar Nishani fue elegido en el Parlamento albanés con una mayoría simple de 73 votos de un total de 140, sin el consenso de la oposición, sustituyendo a Bamir Topi.
Anteriormente había ocupado diversos cargos políticos en el Gobierno de Albania durante los gobiernos de Alfred Moisiu y Bamir Topi, en primer lugar siendo jefe de relaciones exteriores en el Ministerio de Defensa y como jefe de la oficina de la OTAN en las relaciones en el Ministerio de Relaciones Exteriores, también ha sido ministro de Interior consecutivamente desde los años 2007-2009 y 2011-2012, y ministro de Justicia entre los años 2009 y 2011.

## Juventud y formación
Nacido en el año 1966 en Durrës, su familia era proveniente originalmente de la región del sur de Albania a Gjirokastra y Libohova y se establecieron después de la Segunda Guerra Mundial en Durrës.
En el año 1988, terminó sus estudios en la Academia Militar "Skanderbeg" de Tirana. En 1996 siguió sus estudios de doctorado en California. En 2004 se trasladó a estudiar en la Universidad de Tirana, donde se graduó en Derecho siendo abogado y completó su maestría en Estudios europeos en 2005. Después de su graduación, trabajó durante 5 años en su institución de origen.

## Carrera política
En el año 1991 tras el fin del gobierno socialista en Albania, Bujar Nishani se unió al Partido Democrático de Albania (PDA). En 1993 trabajó como jefe de relaciones exteriores en el Ministerio de Defensa y luego como jefe de la oficina de la OTAN en las relaciones en el Ministerio de Relaciones Exteriores y en 1996 se convirtió en jefe del gabinete del Ministerio de Defensa.
En 1997, presidió el Foro Militar Euroatlantyckiemu.
Después de que el Partido Democrático de Albania perdiera las elecciones parlamentarias de 1997, perdió su cargo en el Ministerio de Defensa y fue elegido presidente de la ONG para la euro-atlántica Militar.
En 2001 fue nombrado Secretario general del Partido Democrático de Tirana y en el año 2003 los votantes le eligieron para entrar en el gobierno del Ayuntamiento de Tirana, siendo miembro del consejo de la ciudad de Tirana en 2004.
En las elecciones parlamentarias de julio de 2005, entró en las listas electorales del Partido Democrático de Albania por el Condado de Tirana, fue elegido diputado al Parlamento de Albania, donde fue Presidente de la Comisión parlamentaria para la seguridad nacional.
También estuvo en el congreso del partido de los demócratas en el mismo año fue elegido para la presidencia del partido y desde entonces ha sido una de las principales figuras del Partido Democrático de Albania.
Entre enero de 2006 y octubre de 2007 fue miembro del Consejo de Europa.

### Ministro
Después de liderar la Comisión de Seguridad Nacional del Parlamento de Albania, fue nombrado ministro del Interior de Albania por el primer ministro, Sali Berisha, el 20 de marzo de 2007 sucediendo ha Gjergj Lezhja, hasta que el 17 de septiembre de 2009 fue sucedido por Lulzim Basha.
Después de las elecciones parlamentarias de 2009 y después de una segunda victoria electoral, fue nombrado ministro de Justicia el 17 de septiembre por Sali Berisha y sucediendo a Enkelejd Alibeaj hasta el 25 de abril de 2011.
En este mismo tiempo, fue nombrado por consecutiva vez ministro de Interior, sustituyendo a Lulzim Basha debido a que dejó su cargo de ministro porque se trasladó a Tirana para ser alcalde de la ciudad. En el semestre de otoño de la Nishani como ministro del Interior, entre otras cosas, sus medidas políticas fueron, la introducción de la albanesa pasaporte biométrico y la consecuente liberación de los ciudadanos albaneses de visado para la Unión Europea. Incluso el registro de estado civil, se ha renovado y modernizado. Hasta que, dejó el ministerio el día de 12 de junio de 2012, siendo sustituido por Flamur Noka.

## Presidente de Albania
Se presentó a las elecciones presidenciales en junio de 2012 y fue nuevo presidente de Albania, siendo votado por el parlamento, que la votación contó con la presencia de 76 diputados (de 140), y Bujar Nishani recibió 73 votos importantes que lo hicieron presidente de Albania. Sustituyendo a Bamir Topi en el cargo presidencial, y en su equipo de gobierno tiene como primer ministro de Albania a Sali Berisha.
Posteriormente el día 24 de julio de 2012 tomó juramento y comenzó formalmente a ejercer las funciones de jefe de Estado de Albania.
Durante un tiempo, su asesor político fue el príncipe heredero Leka II de Albania.